# Willibald Quanz
Willibald Quanz (* 19. Februar 1905 in Frankfurt am Main; † 9. Mai 1980 in Bergisch Gladbach) war ein deutscher Komponist und Pianist. Er veröffentlichte auch unter den Pseudonymen Marcel Costino und Rolf Hansen.
Quanz war Autodidakt. Er komponierte Filmmusik und Schlager, darunter bekannte Karnevalslieder wie Bums Valdera und Oh, wie ist das schön, das eigentlich den Titel O, wie bist du schön trug. Die von dem flämischen Sänger Tony Bell (1913–2006) interpretierte niederländische Version des Liedes Oh! Wat zij-de schoon  wurde 1956 ein Nummer-eins-Hit in Belgien.
Quanz war auch als Schriftsteller und Drehbuchautor tätig. Er verfasste u. a. gemeinsam mit Erich Becht das Drehbuch und Liedtexte für die musikalische Komödie Patricia – 1000 Sterne leuchten (1959).

## Filmografie
- 1959: Bei der blonden Kathrein
- 1962: Wenn die Musik spielt am Wörthersee
- 1973: Wenn jeder Tag ein Sonntag wär